# SC Westfalia Kinderhaus
Der SC Westfalia Kinderhaus (offiziell: Sportclub Westfalia Kinderhaus 1920 e.V.) ist ein Sportverein aus dem Münsteraner Stadtteil Kinderhaus.

## Geschichte
Der Verein wurde im Frühjahr 1920 gegründet und gehört mit rund 2800 Mitgliedern in 15 Abteilungen zu den größten Sportvereinen der Stadt. Der SC Westfalia Kinderhaus bietet unter anderem die Sportarten Badminton, Basketball, Cricket, Europäischer Schwertkampf, Fußball, Gymnastik, Gesundheitssport, Handball, Judo, Leichtathletik, Ringen, Schwimmen, Tennis, Tischtennis und Volleyball an. Der Verein war von 1934 bis 2014 auf dem Sportgelände am Wangeroogeweg beheimatet, welches der SC Westfalia vom Landschaftsverband Westfalen-Lippe gepachtet hatte. Im Herbst 2014 folgte der Umzug auf die Sportanlage Große Wiese, die vier Fußballplätze, vier Tennisplätze, eine Beachanlage und einen Tartanplatz umfasst. Die Handballabteilung nutzt die beiden Sporthallen des Schulzentrums Kinderhaus. Die Leichtathletikabteilung des Vereins gehört der LG Brillux Münster an.

## Tischtennis

### Geschichte
Die Tischtennisabteilung wurde im Jahre 1976 gegründet. Die Männermannschaft erreichte im Jahre 1993 die 2. Bundesliga Nord. Zuvor waren die Westfalen innerhalb von elf Jahren zehnmal aufgestiegen, davor neunmal in Folge. Lediglich in der Regionalliga gelang der Aufstieg erst im zweiten Jahr. Nachdem die Mannschaft in der Saison 1992/93 nur aufgrund der mehr gewonnenen Spiele gegenüber dem punktgleichen TTC Düppel Berlin den Klassenerhalt geschafft hatte, mussten die Kinderhäuser in der folgenden Saison 1993/94 mit 1:39 Punkten als Tabellenletzter absteigen. Im Jahre 1997 gelang der Wiederaufstieg, dem jedoch der Abstieg als Vorletzter der Saison 1997/98 folgte. Aus finanziellen Gründen wurde der Spielbetrieb in der 3. Kreisklasse fortgesetzt. Es folgten sechs Aufstiege in Folge, die die Mannschaft in die Landesliga führten. In den folgenden Jahren spielte der Verein auf Bezirksebene.

### Erfolge
- Aufstieg in die 2. Bundesliga: 1993, 1997

### Persönlichkeiten
- Horst Ilberg
- Li Yuxiang

## Handball
Die Frauenmannschaft stieg im Jahre 2012 in die viertklassige Oberliga Westfalen auf. Zwei Jahre später folgte der Abstieg in die Verbandsliga. Von 2014 bis 2016 trainierte die ehemalige Nationalspielerin Franziska Heinz gemeinsam mit Manja Görl die seinerzeit in der Verbandsliga spielende Frauenmannschaft. Unter ihrem Nachfolger Florian Ostendorf gelang dann im Jahre 2020 der Wiederaufstieg in die Oberliga Westfalen. Doch bereits ein Jahr später zog der Verein die Mannschaft aus der Oberliga zurück, nachdem mehrere Spielerinnen den Verein verließen und keine Neuzugänge geholt werden konnten. Die Mannschaft spielt in der Landesliga weiter.

## Fußball

### Geschichte
Die Fußballer des SC Westfalia Kinderhaus spielten jahrzehntelang lediglich auf lokaler Ebene. Von 1971 bis 1974 und von 1985 bis 1989 spielte die Westfalia in der Bezirksliga. Im Jahre 2011 gelang der erneute Aufstieg in die Bezirksliga. Nach einer Vizemeisterschaft im Jahre 2016 hinter dem TuS Altenberge gelang ein Jahr später der erstmalige Aufstieg in die Landesliga. Dort wurde die Westfalia 2019 Vizemeister hinter Grün-Weiß Nottuln. Das Entscheidungsspiel um den Aufstieg in die Westfalenliga verlor die Mannschaft gegen den FSV Gerlingen mit 1:2. Ein Jahr später stieg die Westfalia als Meister auf und wurde in der folgenden Saison 2022/23 auf Anhieb Vierter. In der folgenden Saison 2023/24 wurde die Mannschaft Vizemeister mit einem Punkt Rückstand auf die zweite Mannschaft des SC Verl.

### Erfolge
- Aufstieg in die Westfalenliga: 2020
- Aufstieg in die Landesliga: 2017
- Westfalenmeister der Ü-32-Mannschaft: 2013[10]

### Persönlichkeiten
- Nils Drube
- Lynn Rahel Gismann
- Ovid Hajou
- Kevin Schöneberg
- Massih Wassey